# 胡青
胡青（1986年1月19日—），中國男子拳擊運動員，在安徽出生。

## 生涯
胡青於2000年起習拳擊。2002年入選安徽拳擊隊，4年之後，他成為國家隊一員，高振國為他的教練。
2005年10月在南京舉行的十運會中，胡青在一個前月先舉行拳擊項目的60公斤級小項決賽以20點之差戰勝新疆對手，掄下一面金牌。翌年的全國錦標賽中，他首度成為冠軍得主。同年12月的多哈亞運，他在拳擊項目的60公斤級小項決賽以38:22擊敗蒙古對手，是中國拳擊隊於當屆亞運所奪得兩面金牌的其中一面。
2007年4月，胡青在成都舉行的全國錦標賽中衛冕錦標。兩個月後的亞洲錦標賽中，他由於不敵南韓對手而在初賽中被淘汰出局。